# Isla La Asunción
Isla La Asunción är en ö i Mexiko. Den ligger på den västra kusten av delstaten Baja California Sur, i den västra delen av landet. Arean är 0,37 kvadratkilometer. Isla La Asunción ligger precis utanför den lilla staden Bahía Asunción och tillhör kommunen Mulegé.